# Centrale nucléaire de Shimane
La centrale nucléaire de Shimane (島根原子力発電所, Shimane hatsudensho) est une centrale nucléaire, exploitée par la compagnie d'électricité de Chūgoku ou CEPCO.

Elle est située à Matsue dans la préfecture de Shimane sur Honshu, l'île principale du Japon.

## Description
La centrale nucléaire de Shimane comprend 2 réacteurs à eau bouillante (REB) construits par Hitachi:
- Shimane 1 : 439 MWe, mis en service en 1973.
- Shimane 2 : 791 MWe, mis en service en 1988.

Ils ont été mis à l'arrêt à la suite de l’accident nucléaire de Fukushima en avril 2011. La tranche 2 a ensuite été remise en exploitation le 
12 décembre 2024.
La construction d'un 3e réacteur à eau bouillante de 3e génération de type ABWR, a été engagée en 2006 (1 373 MWe). Arrêtée à la suite de l’accident nucléaire de Fukushima en avril 2011, la construction a repris après autorisation du METI en 2012.